# جامعة ولاية إليزابيث سيتي
جامعة ولاية إليزابيث سيتي (بالإنجليزية: Elizabeth City State University)‏ هي جامعة عامة للسود تقع في إليزابيث سيتي، كارولينا الشمالية. تسجل ما يقرب من 2500 طالب في 28 برنامجًا جامعيًا و 4 برامج دراسات عليا، هي عضو في صندوق ثورغود مارشال للجامعات، بالإضافة إلى كونها عضو مؤسسي في جامعة نورث كارولاينا.

## التاريخ
تأسست جامعة ولاية إليزابيث سيتي من قبل الجمعية العامة لولاية نورث كارولينا في 3 مارس 1891، كمدرسة حكومية عادية للملونين في مدينة إليزابيث، استجابةً لمشروع قانون يدعو إلى إنشاء مدرسة عادية مدتها سنتان من أجل «تدريس وتدريب معلمي العرق الملون للتدريس في المدارس المشتركة بولاية نورث كارولينا». كان بيتر ويديك مور أول رئيس لها. قدمت المدرسة التدريب لمعلمي الصفوف الابتدائية.
تم تضمين الحرم الجامعي رباعي الزوايا وستة مبانٍ محيطة به في المنطقة التاريخية لكلية المعلمين في مدينة إليزابيث، المدرجة في السجل الوطني للأماكن التاريخية في عام 1994.
في عام 1937، قامت المدرسة بالتحول إلى كلية مدرسين كاملة مدتها أربع سنوات وتم تسميتها رسميًا بكلية ولاية إليزابيث سيتي للمعلمين، مع توسيع دورها ليشمل تدريب المديرين أيضًا. في عام 1939، منحت الكلية درجة البكالوريوس في العلوم الأولى في برنامج التعليم الابتدائي. في غضون الخمسة وعشرين عامًا التالية، وسعت الكلية خدماتها لتشمل برنامجًا تقنيًا مهنيًا وما مجموعه ثلاثة عشر تخصصًا أكاديميًا.
في ديسمبر 1961، حصلت الكلية على عضوية الرابطة الجنوبية للكليات والمدارس. في عام 1963 تم تغيير اسمها إلى كلية إليزابيث سيتي الحكومية. في عام 1969، تم تغيير اسمها إلى جامعة ولاية إليزابيث سيتي لتعكس التوسع وإضافة برامج الدراسات العليا. عندما تم تشكيل نظام جامعة نورث كارولينا في عام 1972، أصبحت الجامعة واحدة من الجامعات الست عشرة المكونة للنظام ودخلت في مرحلتها الحالية من التطوير والتنظيم. هي موطن لبرنامج درجة علوم الطيران الوحيد لمدة أربع سنوات في ولاية كارولينا الشمالية.
في عام 2020، تلقت الجامعة 15 مليون دولار من ماكنزي سكوت. تبرعها هو أكبر هدية فردية في تاريخ الجامعة.

## الحياة الدراسية

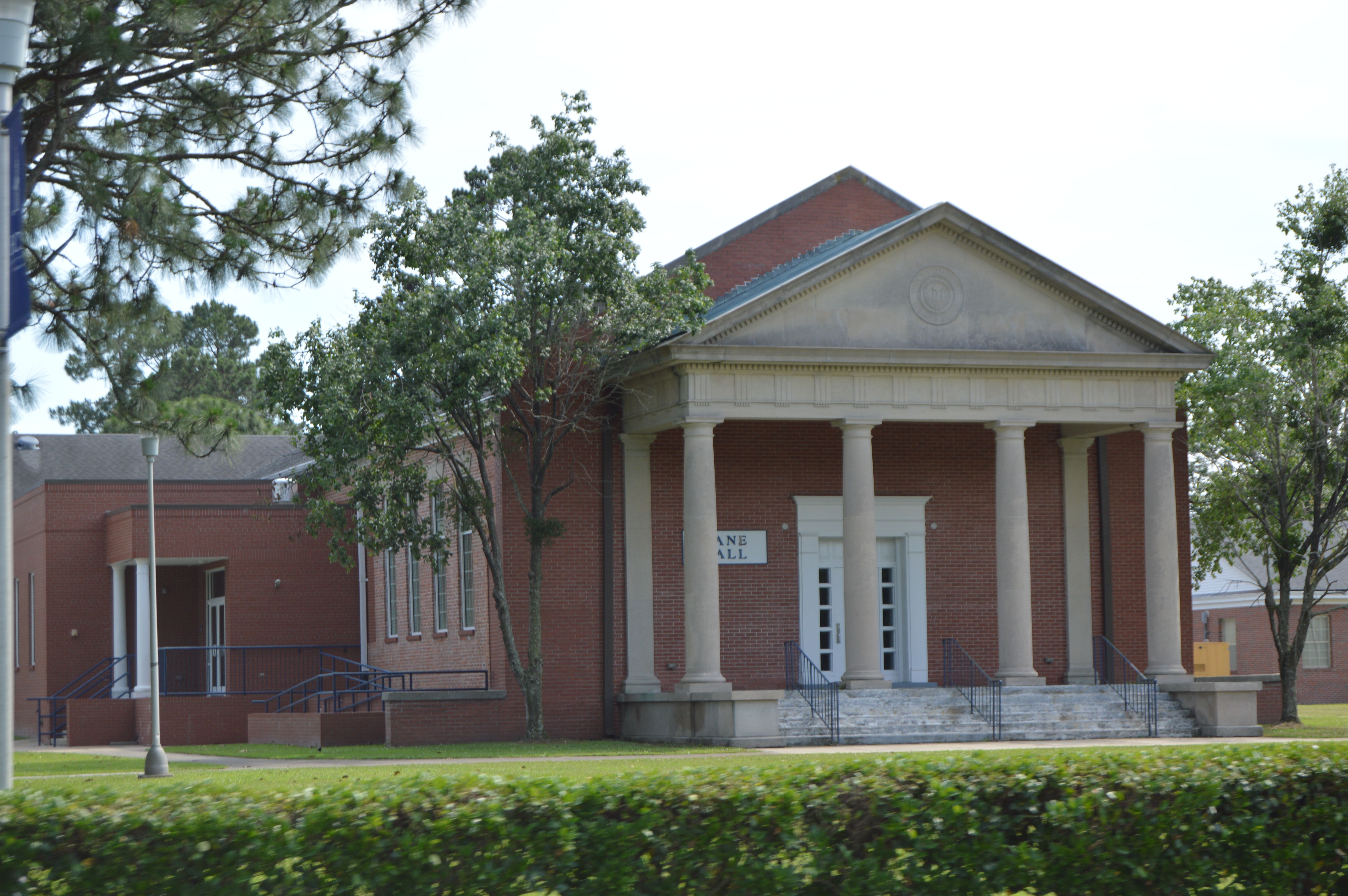
لين هول (1909)، أقدم مبنى في الحرم الجامعي

تقدم الجامعة 28 درجة بكالوريوس وأربع درجات ماجستير في أحد الأقسام الأكاديمية التالية: 
- إدارة الطيران والطوارئ
- إدارة الأعمال والمحاسبة والرياضة
- التربية
- اللغة الإنجليزية والوسائط الرقمية
- الصحة والدراسات البشرية
- الرياضيات وعلوم الكمبيوتر وتكنولوجيا الهندسة
- العلوم العسكرية
- الموسيقى والفنون البصرية
- علوم طبيعية
- العلوم الاجتماعية

تقدم الجامعة أيضًا برامج خاصة تجذب الاهتمامات ومجالات الدراسة المختلفة، بما في ذلك برنامج مرتبة الشرف (للطلاب الجامعيين المتفوقين)، والعلوم العسكرية، والدراسة في الخارج.

## خريجون متميزون
- لاري جونسون
- مايك غيل
- جون والتون
- إيفرت ماكيفر
- كيني وليامز
- ستانلي براينت